# Comstock (Minnesota)
Comstock és una població dels Estats Units a l'estat de Minnesota. Segons el cens del 2000 tenia 123 habitants.

## Demografia
Segons el cens del 2000, Comstock tenia 123 habitants, 47 habitatges, i 39 famílies. La densitat de població era de 215,9 habitants per km².
Dels 47 habitatges en un 40,4% hi vivien nens de menys de 18 anys, en un 70,2% hi vivien parelles casades, en un 8,5% dones solteres, i en un 17% no eren unitats familiars. En el 14,9% dels habitatges hi vivien persones soles el 6,4% de les quals corresponia a persones de 65 anys o més que vivien soles. El nombre mitjà de persones vivint en cada habitatge era de 2,62 i el nombre mitjà de persones que vivien en cada família era de 2,82.
Per edats la població es repartia de la següent manera: un 25,2% tenia menys de 18 anys, un 6,5% entre 18 i 24, un 26,8% entre 25 i 44, un 25,2% de 45 a 60 i un 16,3% 65 anys o més.
L'edat mediana era de 39 anys. Per cada 100 dones de 18 o més anys hi havia 124,4 homes.
La renda mediana per habitatge era de 37.917 $ i la renda mediana per família de 41.563 $. Els homes tenien una renda mediana de 29.286 $ mentre que les dones 19.375 $. La renda per capita de la població era de 19.781 $. Cap de les famílies i el 2,2% de la població estaven per davall del llindar de pobresa.

## Poblacions més properes
El següent diagrama mostra les poblacions més properes.